# Elimination Chamber (2017)
Elimination Chamber (2017) foi um evento de luta livre profissional produzido pela WWE e transmitido em formato pay-per-view e pelo WWE Network que ocorreu em 12 de fevereiro de 2017 no Talking Stick Resort Arena na cidade de Phoenix, Arizona e que contou com a participação dos lutadores do programa SmackDown. Este foi o sétimo evento da cronologia do Elimination Chamber e o segundo pay-per-view de 2017 no calendário da WWE.

## Antes do evento
Elimination Chamber teve combates de luta livre profissional de diferentes lutadores com rivalidades e histórias pré-determinadas que se desenvolverão no no SmackDown – programa de televisão da WWE, tal como no programa transmitido pelo WWE Network – Main Event. Os lutadores interpretaram um vilão ou um mocinho seguindo uma série de eventos para gerar tensão, culminando em várias lutas.
No SmackDown de 17 de janeiro, o comissário Shane McMahon anunciou que o Campeonato da WWE seria defendido em uma luta Elimination Chamber durante o evento. No Royal Rumble, realizado em 29 de janeiro, John Cena derrotou AJ Styles para ganhar o título. No dia seguinte, Styles foi adicionado ao Elimination Chamber. No SmackDown de 31 de janeiro, McMahon e o gerente geral Daniel Bryan revelaram os demais participantes, sendo eles Bray Wyatt, Baron Corbin, The Miz e o campeão intercontinental Dean Ambrose.
No Survivor Series, Nikki Bella era originalmente a capitã da equipe feminina do time do SmackDown, mas antes da luta foi atacada nos bastidores e não conseguiu competir; Natalya, que era a treinadora da equipe, substituiu-a. No SmackDown seguinte, Nikki acusou Carmella pelo ataque, já que as duas estavam em rivalidade poucos meses antes. Elas se enfrentaram no TLC: Tables, Ladders & Chairs em uma luta sem desqualificações, que Nikki venceu. Após o combate, Carmella afirmou que Natalya era a agressora. Nas semanas seguintes Natalya negou a acusação até o SmackDown de 20 de dezembro, quando admitiu o ataque, realizado por ciúme das gêmeas Bella (Nikki e Brie), acreditando que todo o destaque da divisão feminina era dado a elas. Durante o SmackDown de 31 de janeiro Daniel Bryan agendou um confronto entre Nikki e Natalya para o Elimination Chamber.
No SmackDown de 24 de janeiro Naomi enfrentaria Natalya, mas antes do confronto começar Nikki Bella atacou Natalya nos bastidores. Naomi, então, desafiou a campeã feminina do SmackDown Alexa Bliss, que se negou a enfrentá-la. No Royal Rumble, Naomi fez o pin em Bliss durante uma luta de trios e novamente em uma luta de duplas no SmackDown de 31 de janeiro. Mais tarde naquela noite, durante o Talking Smack, Bliss foi agendada para defender seu título contra Naomi no Elimination Chamber.
No SmackDown de 31 de janeiro, os campeões de duplas do SmackDown American Alpha (Chad Gable e Jason Jordan) fizeram um desafio aberto a qualquer equipe do programa. Após serem respondidos pelos Usos (Jey e Jimmy),  The Ascension (Konnor e Viktor), The Vaudevillains (Aiden English e Simon Gotch), Breezango (Fandango e Tyler Breeze) e Heath Slater e Rhyno, uma luta tag team turmoil pelo título foi marcada para o Elimination Chamber.
No SmackDown de 20 de dezembro de 2016, Becky Lynch, disfarçada de La Luchadora, derrotou Alexa Bliss e logo em seguida desmascarou-se. Nas semanas seguintes, uma mulher desconhecida vestida como La Luchadora começou a ajudar Bliss em seus combates contra Lynch, que foi revelada ser Mickie James no SmackDown de 17 de janeiro. Na semana seguinte, James explicou que ela ficou esquecida devido à revolução feminina; Lynch, em seguida, saiu, mas foi emboscada por Bliss e James. Uma luta entre Lynch e James foi marcada para o Elimination Chamber durante o SmackDown de 7 de fevereiro.
No SmackDown de 27 de dezembro de 2016, Dolph Ziggler não conseguiu vencer o Campeonato da WWE em uma luta triple threat contra Baron Corbin e o então campeão AJ Styles. Na semana seguinte, Ziggler perdeu para Corbin. Após o combate este ainda tentou atacar Ziggler com uma cadeira, mas Kalisto veio ajudá-lo e Corbin recuou. Ziggler então atacou Kalisto com um Superkick, afirmando que ele não precisava da ajuda de ninguém. Nos bastidores, Apollo Crews tentou acalmá-lo, mas também foi atacado. No episódio de 10 de janeiro, Kalisto derrotou Ziggler e após o confronto Ziggler o atacou com uma cadeira. Crews tentou ajudar, mas também foi atingido. Na semana seguinte, Ziggler apareceu no King's Court de Jerry Lawler para discutir suas ações e também realizou um Superkick em Lawler. No SmackDown de 24 de janeiro, Ziggler derrotou Kalisto e novamente tentou atacá-lo com uma cadeira, mas foi surpreendido por Crews. Ziggler derrotou Kalisto outra vez na semana seguinte, e depois da luta, tentou remover sua máscara, mas Crews o salvou. Ziggler então enfrentou Crews no programa seguinte, que rapidamente ganhou o combate, mas Ziggler mais uma vez tentou atacar Crews com uma cadeira, mas foi salvo por Kalisto. No bastidores, Ziggler afirmou que poderia derrotar tanto Crews e Kalisto ao mesmo tempo. Daniel Bryan, em seguida, agendou uma luta entre Ziggler contra os dois para o Elimination Chamber.
Em rivalidades menores, uma luta foi marcada entre Luke Harper e o vencedor do Royal Rumble Randy Orton durante o SmackDown de 7 de fevereiro e outro combate foi agendado entre Mojo Rawley e Curt Hawkins para o pré-show do Elimination Chamber.

## Resultados
| Nº                                          | Resultados | Estipulações                                                 | Tempo |
| ------------------------------------------- | --- | ------------------------------------------------------------ | ----- |
| Pré- show                                   | Mojo Rawley derrotou Curt Hawkins                                                                                       | Luta individual                                              | 8:05  |
| 1                                           | Becky Lynch derrotou Mickie James                                                                                       | Luta individual                                              | 11:40 |
| 2                                           | Apollo Crews e Kalisto derrotaram Dolph Ziggler                                                                         | Luta 2-contra-1                                              | 7:20  |
| 3                                           | American Alpha (Chad Gable e Jason Jordan) (c) venceu ao eliminar por último The Ascension (Konnor e Viktor)eliminações | Luta tag team turmoil pelo Campeonato de Duplas do SmackDown | 21:10 |
| 4                                           | Nikki Bella contra Natalya acabou em dupla contagem                                                                     | Luta individual                                              | 13:40 |
| 5                                           | Randy Orton derrotou Luke Harper                                                                                        | Luta individual                                              | 17:15 |
| 6                                           | Naomi derrotou Alexa Bliss (c)                                                                                          | Luta individual pelo Campeonato Feminino do SmackDown        | 8:20  |
| 7                                           | Bray Wyatt derrotou John Cena (c), AJ Styles, Baron Corbin, The Miz e Dean Ambroseeliminações                           | Luta Elimination Chamber pelo Campeonato da WWE              | 34:20 |
| (c) – Refere-se aos campeões antes da luta. | |                                                              |       |

↑Eliminações na luta tag team turmoil 
| Entrada | Equipe                                          | Ordem de eliminação | Eliminado por        | Modo de eliminação | Tempo      |
| ------- | ----------------------------------------------- | ------------------- | -------------------- | ------------------ | ---------- |
| 1       | Heath Slater e Rhyno                            | 3º                  | The Usos             | Superkick          | 9:45       |
| 2       | Breezango (Fandango e Tyler Breeze)             | 1º                  | Heath Slater e Rhyno | Gore               | 4:30       |
| 3       | The Vaudevillains (Aiden English e Simon Gotch) | 2º                  | Heath Slater e Rhyno | Smash Hit          | 6:45       |
| 4       | The Usos (Jey e Jimmy Uso)                      | 4º                  | American Alpha       | Roll up            | 15:20      |
| 5       | American Alpha (Chad Gable e Jason Jordan) (c)  | Vencedores          | Vencedores           | Vencedores         | Vencedores |
| 6       | The Ascension (Konnor e Viktor)                 | 5º                  | American Alpha       | Grand Amplitude    | 21:10      |

↑Eliminações na luta Elimination Chamber 
| Ordem de eliminação | Lutador      | Entrada | Eliminado por | Modo de eliminação    | Tempo |
| ------------------- | ------------ | ------- | ------------- | --------------------- | ----- |
| 1                   | Baron Corbin | 5º      | Dean Ambrose  | Roll up               | 18:50 |
| 2                   | Dean Ambrose | 3º      | The Miz       | End of Days de Corbin | 20:35 |
| 3                   | The Miz      | 6º      | John Cena     | Attitude Adjustment   | 23:25 |
| 4                   | John Cena    | 2º      | Bray Wyatt    | Sister Abigail        | 29:00 |
| 5                   | AJ Styles    | 1º      | Bray Wyatt    | Sister Abigail        | 34:20 |
| Vencedor            | Bray Wyatt   | 4º      | —             |                       |       |